# Rolnictwo i Rozwój
Rolnictwo i Rozwój (hebr.: חקלאות ופיתוח, Hakla'ut VePituah) – izraelska partia polityczna.

## Historia
Rolnictwo i Rozwój było partią polityczną skupiającą izraelskich Arabów, założoną przed wyborami w 1951 roku. Podobnie jak większość ówczesnych arabskich partii w Izraelu, ugrupowanie to było związane z Mapai Dawida Ben Guriona. Wielokrotny premier opowiadał się za włączeniem izraelskich Arabów w życie polityczne kraju, chcąc udowodnić, że mogą oni koegzystować pokojowo z Żydami.
Podczas wyborów, partia uzyskała tylko jednego reprezentanta w Knesecie. Obsadził je lider Rolnictwa i Rozwoju, Faris Hamdan. Z powodu powiązania z Mapai, partia popierała wszystkie cztery rządy podczas trwania kadencji drugiego Knesetu.
Po wyborach w 1955 roku ugrupowanie uzyskało ponownie jeden mandat, które obsadził ponownie Hamdan. Partia znów poparła rząd. Podobnie było po wyborach w 1959 roku – tym razem jednak Hamdana zastąpił Mahmud an-Naszif, który został nowym przywódcą ugrupowania.
Podczas wyborów w 1961 roku, Rolnictwo i Rozwój nie przekroczyło progu wyborczego i wkrótce potem zakończyło działalność.